# Strijkkwartet nr. 4 (Holmboe)
Strijkkwartet nr. 4 is een strijkkwartet van Vagn Holmboe uit 1954. 
Nadat Holmboe rond 1949 in korte tijd zijn eerste drie genummerde strijkkwartetten had geschreven werd het even stil in dat genre. Pas in 1953 begon hij aan nummer vier. Net als strijkkwartet nr. 3 kwam nummer vier in vijf delen, maar de opzet is anders. Hij schreef het in de tempo-opbouw van langzaam-snel-langzaam-langzaam-matig snel. De vijf delen:
- Andante passionato
- Presto espansivo
- Adagio affetuoso
- Largo e semplice
- Allegretto sereno

In deel 1 werkt Holmboe in de stijl van Joseph Haydn, door Holmboes stijl Metamorfose wordt het deel steeds complexer. Deel 4 is met nauwelijks anderhalve minuut ultrakort. Deel 5 is rustig en wordt steeds stiller naar pianissimo toe en sluit af met een G majeurakkoord.
Het Koppel Kwartet, Else Marie Bruun en Andreas Thyregod (viool), Julius Koppel (altviool) en Jarl Hansen (cello), verzorgde in februari 1955 de première. Het werk werd opgedragen aan Holmboes leerling Per Nørgård. 
Bij de uitgave voor Dacapo Records in 1992 werd vermeld dat de strijkkwartetten na die van Carl Nielsen gezien werden als belangrijke strijkkwartetten binnen de Deense klassieke muziek. Desalniettemin bleven die opnemen zeker tot 2020 de enige opnamen. Gramophone raadde de uitgave aan bij liefhebbers van noordse muziek en hoorde klanken vergelijkbaar met Dmitri Sjostakovitsj en Robert Simpson. 
Strijkkwartet nr. 1 · Strijkkwartet nr. 2 · Strijkkwartet nr. 3 · Strijkkwartet nr. 4 · Strijkkwartet nr. 5 · Strijkkwartet nr. 6 · Strijkkwartet nr. 7 · Strijkkwartet nr. 8 · Strijkkwartet nr. 9 · Strijkkwartet nr. 10 · Strijkkwartet nr. 11 · Strijkkwartet nr. 12 · Strijkkwartet nr. 13 · Strijkkwartet nr. 14 · Strijkkwartet nr. 15 · Strijkkwartet nr. 16 · Strijkkwartet nr. 17 · Strijkkwartet nr. 18 · Strijkkwartet nr. 19 · Strijkkwartet nr. 20
Ongenummerd: Sværm · Quartetto sereno